# Ромфорд
Ромфорд — крупный город на востоке Лондона, Англия, расположенный в 23 км (14 милях) к северо-востоку от Чаринг-Кросса. Город входит в состав лондонского района Хаверинг и является одним из крупных агломерационных центров Большого Лондона.

## История
Исторически Ромфорд был частью старинного прихода Хорнчерч в графстве Эссекс. С 1247 года стал «рыночным городом». Был административным центром округа Хаверинг до его упразднения в 1892 году, а в 1849 году стал независимым административным приходом.
Хорошее дорожное сообщение с Лондоном и открытие железнодорожной станции в 1839 году сыграли ключевую роль в развитии города. Экономическая история Ромфорда характеризуется переходом от сельского хозяйства к лёгкой промышленности, а затем к розничной торговле и коммерции.
В рамках расширения пригородов Лондона в XX веке Ромфорд значительно расширился и стал более густонаселённым, получив статус муниципального района в 1937 году. В 1965 году, после реформы местного самоуправления в Лондоне, он объединился с городским округом Хорнчерч и образовал лондонский район Хаверинг, который вошёл в состав Большого Лондона.
Сегодня это один из крупнейших коммерческих, торговых, развлекательных и досуговых районов Лондона с хорошо развитой ночной экономикой.